# Hannah Hampton
Hannah Hampton (Birmingham, Inglaterra, Reino Unido; 16 de noviembre de 2000) es una futbolista inglesa. Juega de guardameta y su equipo actual es el Chelsea de la FA Women's Super League. Es internacional absoluta por la selección de Inglaterra desde 2022.

## Trayectoria

### Inicios
Nacida en Birmingham, Hampton se mudó con su familia a España a los cinco años de edad. En el país ibérico, Hampton entró a las inferiores del Villarreal C. F., donde estuvo por cinco años y jugaba de delantera. De regreso a Inglaterra en 2010, la futbolista entró a la academia del Stoke City, en esta etapa ella empezó a jugar como guardameta.

### Birmingham City
En 2016, fue reclutada por el Birmingham City W. F. C.. Fue promovida al primer equipo en la temporada 2017-18, y debutó el 5 de noviembre ante el Doncaster Rovers Belles L.F.C. por la FA Women's League Cup. Al siguiente año, tras la salida de la veterana portera alemana Ann-Katrin Berger, Hampton ganó más protagonismo en el club.
Jugó por cuatro temporadas en el Burmingham, en la primera división. En sus últimos dos años, jugó 34 de 35 partidos en la WSL.

### Aston Villa
El 3 de julio de 2021, Hampton fichó en el Aston Villa W. F. C..

## Selección nacional
A nivel juvenil, Hampton jugó el Campeonato Europeo Femenino Sub-17 de la UEFA 2016-17 y el Campeonato Europeo Femenino Sub-19 de la UEFA 2019.
EN febrero de 2020, fue citada a la selección de Inglaterra para viajar con el equipo a la Copa SheBelieves 2020. Debutó por el seleccionado inglés el 20 de febrero de 2022 ante España.
En junio de 2022 formó parte del plantel que ganó la Eurocopa Femenina 2022.

## Clubes
| Club                     | País       | Año             |
| ------------------------ | ---------- | --------------- |
| Birmingham City W. F. C. | Inglaterra | 2017 - 2021     |
| Aston Villa W. F. C.     | Inglaterra | 2021 - 2023     |
| Chelsea                  | Inglaterra | 2023 - presente |

## Palmarés

### Títulos internacionales
| Título               | Equipo                  | Sede       | Año  |
| -------------------- | ----------------------- | ---------- | ---- |
| Eurocopa Femenina    | Selección de Inglaterra | Inglaterra | 2022 |
| Arnold Clark Cup     | Selección de Inglaterra | Inglaterra | 2022 |
| Finalissima Femenina | Selección de Inglaterra | Inglaterra | 2023 |
| Eurocopa Femenina    | Selección de Inglaterra | Suiza      | 2025 |

## Vida personal
Hampton nació con estrabismo, condición de la que fue intervenida en tres operaciones cuando era pequeña. Además de hablar inglés, ella tiene un nivel fluido en español y además Lengua de señas.